# Jost Dages
Jost Dages (* um 1600; † vor dem 11. Oktober 1635) war ein aus Lübeck stammender Eisenschneider, Goldschmied und Zeichner.

## Leben
Das Goldschmiedehandwerk erlernte er von seinem Vater, welcher ebenso Jost Dages hieß. Jost Dages der Ältere – er war verheiratet mit Barbara, sie hatten fünf Kinder (Gerdt, Jost, Franz, Tönnies und Barbara) – war nach eigener Angabe von 1594 bis 1624 Goldschmied und Ackerbauer in der Dorfschaft Ovendorf bei Lübeck.
Am 6. September 1622 wurde der Goldschmiedegeselle Jo(b)st Dages der Jüngere – er war verheiratet mit Anna Maria, sie hatten sechs Kinder (Anthonius, Hans Georg, Johannes, Loisa Barbara, Fridericus und Johannes) – vom Grafen Johann Georg (Hohenzollern-Hechingen) als Prägeschneider (auch: Eisenschneider) vorläufig auf ein halbes Jahr für die Münze in Hechingen angenommen und vereidigt. In dieser Münzwerkstatt wurden bis Juli 1623 Kreuzer, Bätzner, Gulden und Taler hergestellt. Der Wochenlohn von Jost Dages betrug acht Florin.
Seit mindestens 1625 lebte Jost Dages d. J. in Pforzheim, Markgrafschaft Baden-Durlach. Jost Dages d. J. starb vermutlich durch direkte oder indirekte Kriegseinwirkung vor der Geburt des sechsten Kindes. Von 1631 bis 1635 stand Pforzheim während des Dreißigjährigen Kriegs unter der Regentschaft des schwedischen Generals Gustav Graf Horn. 1644/45 wurde die Stadt durch bayrische Truppen zerstört. 1690 wurde die Stadt durch französische Truppen gleich dreifach geplündert und niedergebrannt.

## Werk

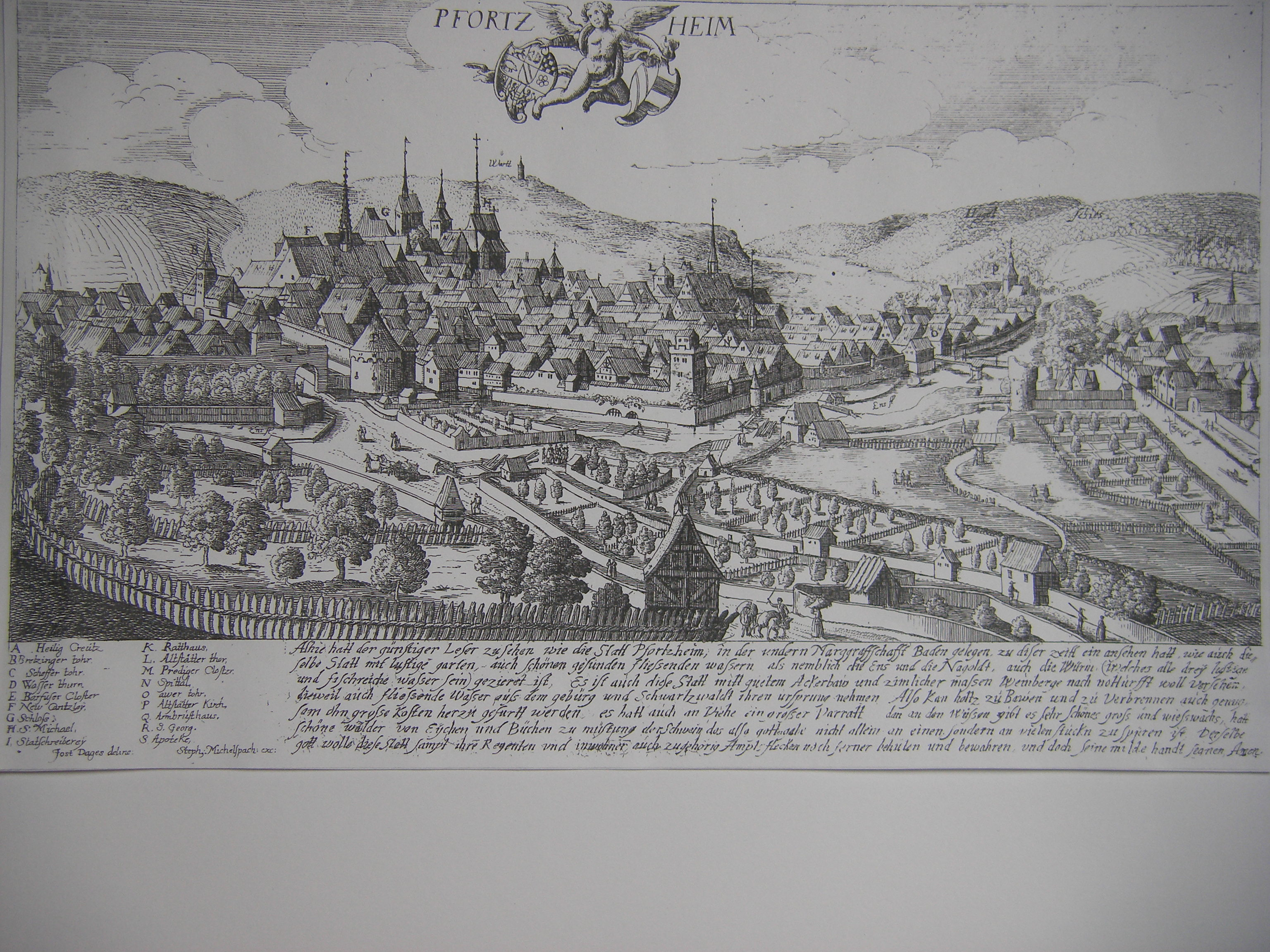
Pforzheimer Stadtansicht zwischen 1625 und 1635, Kupferstich, gezeichnet von Jost Dages.

Jost Dages d. J. zeichnete eine 'Pforzheimer Stadtansicht'. Sie wurde von Stephan Michelspacher in Kupfer gestochen und gedruckt. Hierzu der wissenschaftliche Stadtarchivar der Stadt Pforzheim: „Anders verhält es sich mit dem Stich von Dages und Michelspacher. Bei seiner Betrachtung gewinnt man den Eindruck, sie hätten Merian bis ins Detail kopiert - und zwar in Text und Legende. Selbst die Schreibung des Stadtnamens entspricht derjenigen Merians. Boote, Menschen und Tiere, der Fuhrkarren und das Bauholz, alle diese Szenen begegnen dem Betrachter wieder. Das ist wichtig, weil gerade sie im Gegensatz zum Gefüge der Bauten veränderbar wären. So ist es wahrscheinlich, dass Dages und Michelspacher sich Merian zum Vorbild nahmen“.
Da Jost Dages d. J. aber vor 1635 gestorben ist, muss er die damalige Stadt Pforzheim dementsprechend zwischen 1625 und 1635 gezeichnet haben. Dies ist das einzige Datierungsmerkmal. Somit zeigt diese Darstellung die Stadt Pforzheim tatsächlich vor seiner Zerstörung 1644/45. Ein Pforzheimer Kupferstich von Matthäus Merian d. Ä. kommt daher als unmittelbares Vorbild nicht in Frage. Die Topographia Suevia (Schwaben) als Teil seiner 17-bändigen Städteansichten Topographia Germaniae wurde erst 1643 veröffentlicht.

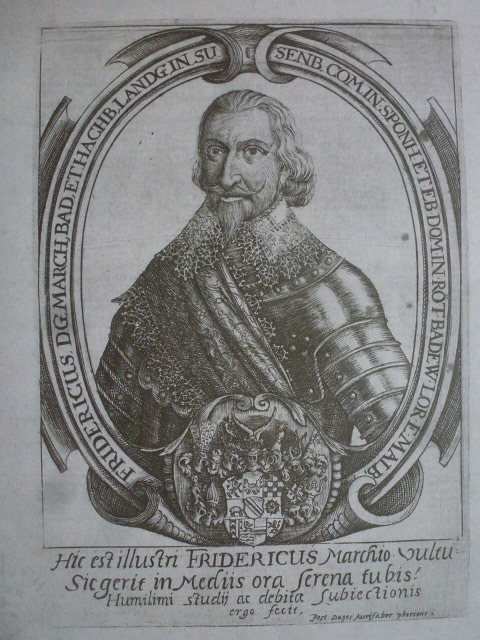
Brustbild Friedrich V., Markgraf von Baden-Durlach von 1622 – 1659; bezeichnet: Jost Dages aurifaber Phorcens

In dem Buch „Kunst und Künstler am Baden-Durlacher Hof“ behauptet der Autor Hans Rott (Historiker) gar, dass Merian Bilder verschiedener Zeichner durch Nachstechen benutzte, „ohne den Autor zu nennen“ und „ohne daß wir wissen, … auf welchem Wege Merian das vollständige Verfügungsrecht über die Vorlagen in die Hand bekam.“.
Hans Rott erwähnt dort u. a. ein weiteres Werk von Jost Dages: „Noch eine Reihe von Kupferstechern hielten in mehr oder minder beachtenswerter Kunst das Bildnis des Markgrafen fest, … und auch ein einheimischer Meister, der Pforzheimer Goldschmied Jost Dages, ....“. Gemeint ist hier der Markgraf Friedrich V. (Baden-Durlach).

## Etymologie
Dag hat seine Wurzeln in germanisch *daga-, altsächsisch dag, althochdeutsch tag" und bedeutet „Tag; helle Zeit; Zeit des Lichtes“. Man hat auch an die Entstehung aus dem Keltischen gedacht, wo dag „gut“ bedeutet.
Dag war ursprünglich ein germanischer Rufname.
Die vielerorts häufige Nutzung des Namens Jost (Jodokus, Jos, Joost, Jobst, Josse, Joostema, Joyce etc.) als Vornamen hingegen geht zurück auf die Verehrung des Heiligen Jodok (*um 620 Bretagne +17. Dezember 658 | Priester, Einsiedler, Pilger), des zweiten Patrons der Pilger, die ab dem 9. Jahrhundert insbesondere entlang der zahlreichen europäischen Pilgerwege einsetzte.
Der hl. Jodok war der Sohn des bretonischen Herrschers Judhael – in seine Regierungszeit fällt die Gründung des Bistums Aleth (später unter dem Namen Saint-Malo) – und seiner Frau Prizel und sein Name geht zurück auf das Keltische in der Bedeutung ‚Krieger, Kämpfer.‘

## Varia
Der deutsche Familienname Dages stammt aus dem Lübecker Raum. Es gibt aber auch aktuell originäre Dages im Südwesten Frankreichs und im katalanischen Spanien. Dies lässt sich darauf zurückführen, dass sich die Westgoten am Ende der Völkerwanderung im fünften Jahrhundert dort ansiedelten. Dag-Namensformen wurden von den Goten benutzt.